# Liste de sportifs néerlandais
Cet article contient une liste des principaux sportifs néerlandais ainsi que leur sexe et le sport dans lequel ils se sont distingués.
Note : Pour modifier l'ordre de tri des lignes, cliquez sur l'un des boutons qui apparaissent à droite du titre des colonnes :
- le bouton de la première colonne permet de trier les sportifs en fonction de l'initiale de leur nom ;
- le bouton de la deuxième colonne permet de trier en fonction du prénom ;
- le bouton de la troisième colonne permet de trier en fonction du sexe ;
- le bouton de la quatrième colonne permet de trier en fonction du sport.

|   | Nom                                        | Sexe | Spécialité  |
| - | ------------------------------------------ | ---- | ----------- |
| A | tous les sports sont pour femmes et hommes |      |             |
| B |                                            |      |             |
| B |                                            |      |             |
| B |                                            | FM   |             |
| B | Fanny Blankers-Koen                        | F    | Athlétisme  |
| B | Manon Bollegraf                            | F    | Tennis      |
| B | Michael Boogerd                            | H    | Cyclisme    |
| B | Kristie Boogert                            | F    | Tennis      |
| B | Cornelia Bouman                            | F    | Tennis      |
| B | Kitty ter Braak                            | F    | Athlétisme  |
| B | Rens Blom                                  | H    | Athlétisme  |
| B | Inge de Bruijn                             | F    | Natation    |
| C | Nelli Cooman                               | F    | Athlétisme  |
| C | Johan Cruyff                               | H    | Football    |
| D | Ramon Dekkers                              | H    | Muay thaï   |
| D | Antar van der Duim                         | H    | Tennis      |
| D | Rob Druppers                               | H    | Athlétisme  |
| E | Francisco Elson                            | H    | Basket-ball |
| E | Jacco Eltingh                              | H    | Tennis      |
| G | Anton Geesink                              | H    | Judo        |
| G | Dennis van der Geest                       | H    | Judo        |
| G | Maria Gommers                              | F    | Athlétisme  |
| G | Ruud Gullit                                | H    | Football    |
| H | Paul Haarhuis                              | H    | Tennis      |
| H | Pieter van den Hoogenband                  | H    | Natation    |
| H | Amanda Hopmans                             | F    | Tennis      |
| J | Marijke Jansen Schaar                      | F    | Tennis      |
| J | Jan Jansma                                 | H    | Bridge      |
| K | Gerda van der Kade-Koudijs                 | F    | Athlétisme  |
| K | Petra Kamstra                              | F    | Tennis      |
| K | Monique Kiene                              | F    | Tennis      |
| K | Lornah Kiplagat                            | F    | Athlétisme  |
| K | Ronald Koeman                              | H    | Football    |
| K | Lies Koning                                | F    | Athlétisme  |
| K | Michaëlla Krajicek                         | F    | Tennis      |
| K | Richard Krajicek                           | H    | Tennis      |
| K | Hennie Kuiper                              | H    | Cyclisme    |
| L | Ellen van Langen                           | F    | Athlétisme  |
| M | Marcella Mesker                            | F    | Tennis      |
| M | Nicole Muns-Jagerman                       | F    | Tennis      |
| N | Johan Neeskens                             | H    | Football    |
| N | Gerard Nijboer                             | H    | Athlétisme  |
| N | Seda Noorlander                            | F    | Tennis      |
| O | Miriam Oremans                             | F    | Tennis      |
| O | Tinus Osendarp                             | H    | Athlétisme  |
| R | Jan Raas                                   | H    | Cyclisme    |
| R | Frank Rijkaard                             | H    | Football    |
| R | Steven Rooks                               | H    | Cyclisme    |
| R | Stephanie Rottier                          | F    | Tennis      |
| R | Karin Ruckstuhl                            | F    | Athlétisme  |
| S | Sjeng Schalken                             | H    | Tennis      |
| S | Michiel Schapers                           | H    | Tennis      |
| S | Simone Schilder                            | F    | Tennis      |
| S | Brenda Schultz-McCarthy                    | F    | Tennis      |
| S | Raemon Sluiter                             | H    | Tennis      |
| S | Rutger Smith                               | H    | Athlétisme  |
| S | Rik Smits                                  | H    | Basket-ball |
| S | Bram Som                                   | H    | Athlétisme  |
| S | Xenia Stad-de Jong                         | F    | Athlétisme  |
| S | Ria Stalman                                | F    | Athlétisme  |
| S | Betty Stöve                                | F    | Tennis      |
| V | Marleen Veldhuis                           | F    | Natation    |
| V | Martin Verkerk                             | H    | Tennis      |
| V | Max Verstappen                             | H    | Formule 1   |
| V | Marie Vierdag                              | F    | Natation    |
| V | Caroline Vis                               | F    | Tennis      |
| V | Nel van Vliet                              | F    | Natation    |
| V | Ali de Vries                               | F    | Athlétisme  |
| V | Simon Vroemen                              | H    | Athlétisme  |
| W | Jeanette Witziers-Timmer                   | F    | Athlétisme  |
| Z | Joop Zoetemelk                             | H    | Cyclisme    |
| Z | Tine Zwaan                                 | F    | Tennis      |